# Eria brachystachya
Eria brachystachya är en orkidéart som beskrevs av Heinrich Gustav Reichenbach. Eria brachystachya ingår i släktet Eria och familjen orkidéer.
Artens utbredningsområde är Filippinerna. Inga underarter finns listade i Catalogue of Life.